# Parias (album)
Parias – debiutancki album warszawskiego zespołu hip-hopowego Parias. Wydawnictwo ukazało się 30 kwietnia 2011 roku nakładem wytwórni muzycznej Respekt Records.
Oprawę graficzną albumu wykonał Grzegorz "Forin" Piwnicki. Producentem większości bitów jest Szczur, ale obok niego są dwaj inni producenci Sid Roams i Kuoter. Gościnnie w nagraniach wzięli udział: Małolat, Wandzia, Małpa, Pyskaty i Olgas. Album dotarł do 3 miejsca notowania OLiS i uzyskał status złotej płyty.
W 2020 reedycja albumu została wydana przez Def Jam Recording Poland.

## Lista utworów
Opracowano na podstawie materiału źródłowego.
1. "Parias" (prod. Szczur / Cuty DJ B)
2. "Dobosz" (prod. Sid Roams)
3. "Kariery gościnnie: Pyskaty" (prod. Szczur / Cuty DJ B)
4. "Bezczelni" (prod. Szczur)
5. "Drzazgi" (prod. Szczur)
6. "Zostawiam" (prod. Szczur / Cuty DJ Technik)
7. "Moi Ludzie gościnnie: Małolat" (prod. Sid Roams)
8. "Kontrasty" (prod. Szczur / Cuty DJ Kebs)
9. "Stąd do Wieczności" (prod. Szczur / Cuty DJ B / Śpiew Wandzia)
10. "Wzorowy" (prod. Kuoter)
11. "Plecak gościnnie: Małpa" (prod. Sid Roams)
12. "W sekundę" (prod. Szczur / Śpiew Olgas)